# Ageri
Ageri est un village de la Commune d'Albu dans le Comté de Järva en Estonie.